# Angelo Delgado
Angelo Rufino Delgado Mancilla (Valdivia, Chile, 30 de marzo de 1984) es un futbolista chileno. 

## Trayectoria
El 2007 llega al Fútbol profesional en el club Provincial Osorno de la Segunda división de Chile. En 2011 es traspasado a Audax Italiano, en 2014 retorna a su zona a jugar en el fútbol amateur en Wanderers.

## Clubes
| Club               | País  | Año       |
| ------------------ | ----- | --------- |
| Deportes Valdivia  | Chile | 2006      |
| Provincial Osorno  | Chile | 2007-2010 |
| Audax Italiano     | Chile | 2011-2012 |
| Lota Schwager      | Chile | 2013      |
| Provincial Osorno  | Chile | 2017      |
| Bancario de Osorno | Chile | 2018-     |

## Palmarés

### Campeonatos nacionales
| Título    | Club              | País  | Año  |
| --------- | ----------------- | ----- | ---- |
| Primera B | Provincial Osorno | Chile | 2007 |